# Jakub Jahn
Jakub Jahn (* 8. května 1982) je český režisér. Vystudoval divadelní vědu na Filozofické fakultě Univerzity Karlovy a Theater, Film und Medien na Univerzitě Johanna Wolfganga Goetheho ve Frankfurtu.

## Tvorba
Ve své tvorbě propojuje různé umělecké přístupy a komunikační strategie. Natáčí filmy a videa, která mapují současné umění, design, módu a vytváří výtvarné instalace inspirované pozitivní psychologií.
Pro Českou televizi režíroval dokumentární film Reminiscence, který zachycuje prvních 25 let Tance Praha, nejvýznamnějšího českého festivalu současného tance. Dokumentární film Reminiscence má za cíl nejen zmapovat hostování významných zahraničních tanečních souborů, ale především naznačit umělecká a společenská témata, která do našeho kulturního prostoru pronikla právě díky choreografiím, které se v rámci Tance Praha prezentovaly. Fragmenty slavných choreografií proto rámují zásadní zpravodajské události na domácí i světové scéně, divák tak má možnost zasadit proud současného tance do širšího toku reálné historie a nepodlehnout mylnému pocitu, že se tanec odehrává v jakémsi společenském vzduchoprázdnu.
Mezi roky 2012 až 2018 vedl tým dokumentující Mercedes-Benz Prague Fashion Week. Dlouhodobě spolupracuje s oděvní designérkou Liběnou Rochovou, o které připravuje celovečerní dokumentární film s plánovanou premiérou v roce 2023. Je čelným představitelem fashion filmu v České republice, spolupracoval na kampaních pro značky Blažek, ODIVI nebo Jakub Polanka.
V roce 2016 měl premiéru jeho druhý celovečerní dokumentární film A Living Space o kulturním centru The Watermill, který natáčel v USA na pozvání světoznámého režiséra a umělce Roberta Wilsona. Film A Living Space dokumentuje 50 dní Watermill letního programu, včetně rozhovorů s Robertem Wilsonem, pozvanými umělci a účastníky programu. Rozhovory se střídají se záběry dosud nezveřejněných zkoušek z tvorby uměleckých děl. Divákovi dokument nabízí zážitek z příamé interakce s mimořádně tvořivým pulzováním a neúprosnou silou výrazu, které jsou základním rysem Wilsonovy práce. Pro Národní divadlo v roce 2021 připravil se souborem Laterny Magiky taneční film New Normal.
Je iniciátorem kolektivního uměleckého díla Česká vděčnost, jehož cílem je vytvořit na území České republiky největší sbírku dopisů vděčnosti na světě. Tento participativní umělecký koncept má za cíl propojit českou společnost a rozšířit povědomí o pozitivní psychologii.
Jednou z jeho posledních konceptuálních realizací je projekt Heartbeat, který představuje z pozice umění univerzální pozdrav pro celý svět.
Ze svých filmů a videí vytváří stále se rozšiřující sbírku grafických listů Sweet Dreams. V březnu roku 2019 proběhla jejich první výstava v Galerii Českých center v Praze. K vidění na ní bylo osmdesát pět grafických listů, které vznikly otiskem jednotlivých „okének filmu” natočených během uplynulých ročníků Mercedes-Benz Prague Fashion Week.